# Gruszki (Brzezie)
Gruszki – przysiółek wsi Brzezie w Polsce, położony w województwie małopolskim, w powiecie wielickim, w gminie Kłaj.
W latach 1975–1998 miejscowość administracyjnie należała do województwa krakowskiego.

## Położenie
Gruszki położone są w malowniczej części Kotliny Sandomierskiej, zabudowania wsi zgrupowały się na podłużnym około 2 kilometrowym wzniesieniu, o charakterze równoleżnikowym. Na północnym skrawku wsi rozciąga się Puszcza Niepołomicka. Od wschodu Gruszki graniczą z Dąbrową, wzdłuż południowej granicy przebiega autostrada, która oddziela wieś od Brzezia. Na zachód od miejscowości znajduje się las Winnica, z wzniesieniem (253 m n.p.m.) o tej samej nazwie.

## Historia
Pierwsza wzmianka o wsi Gruszki pochodzi z 1347 r. W Gruszkach znajdowała się kaplica na szlaku krakowskim wiodącym przez Bochnię na Węgry. Powstała ona najprawdopodobniej w XVI wieku, pod patronatem Mikołaja Lanckorońskiego, pod wezwaniem Przemienienia Pańskiego. Do kaplicy przylegał budynek szpitalny, którym zarządzał dworski rządca. Chorymi i bezdomnymi opiekowały się siostry zakonne. Obraz Jezusa Przemienionego - łaskami słynący, nieznanego malarza ze szkoły włoskiej został przeniesiony do kościoła w Brzeziu. Umieszczono go później w nowej kaplicy, wybudowanej w 1741 r. Obecnie odnowiony, znajduje się w głównym ołtarzu kościoła parafialnego.
Do roku 1623 r. Gruszki należały do rodziny Lanckorońskich (z kilkuletnią przerwą kiedy to zostały wydzierżawione królowej Bonie). Od tego czasu należały do Żeleńskich, którzy w 1934 roku zakończyli parcelacje większości gruntów we wsi.